# Заслужений діяч мистецтв Республіки Білорусь
«Заслужений діяч мистецтв Республіки Білорусь» — почесне звання.

## Порядок присвоєння
Присвоєння почесних звань Республіки Білорусь здійснює Президент Республіки Білорусь. Рішення щодо присвоєння 
державних нагород оформляються указами Президента Республіки Білорусь. Державні нагороди, в тому числі
почесні звання, вручає Президент Республіки Білорусь або інші службовці за його вказівкою. Присвоєння почесних 
звань РБ відбувається в урочистій атмосфері. Державна нагорода РБ вручається нагородженому особисто. У випадку
присвоєння почесного звання РБ з вручення державної нагороди видається посвідчення.
Особам, удостоєнних почесних звань РБ, вручають нагрудний знак.
Почесне звання «Заслужений діяч мистецтв Республіки Білорусь» просвоюється високопрофесійним режисерам, балетмайстрам, диригентам, хормайстрам, композиторам, драматургам, художникам, архітекторам, дизайнерам, мистецтвознавцям та іншим діячам мистецтва, які працюють в сфері мистецтва 15 та більше років та зробили значний внесок у розвиток культури та мистецтва, за великі заслухи у вихованні та підготовці творчих кадрів, створенні наукових праць.

## Список громадян, які отримали звання «Заслужений діяч мистецтв Республіки Білорусь»
- Богатирьов Анатолій Васильович (1944)
- Скибневський Олександр Броніславович (1952)
- Єфімов Василь Олександрович
- Зеленкова Анна Павлівна (1995)
- Козак Александр Александрович
- Колядко Микола Сергійович
- Лях Лев Полікарпович
- Мдівані Андрій Юрієвич
- Оловніков Володимир Володимирович
- Подковиров Петро Петрович (1957)
- Рахленко Валентина Леонідівна  (1995)
- Сацура Микола Володимирович
- Скороходов Володимир Павлович  (1997)
- Товстик Володимир Антонович  (1990)
- Холод Галина Іванівна  (1998)
- Щемільов Леонід Дмитрович  (1977)